# Nachiczewan (miasto)
Nachiczewan (azer. Naxçıvan, orm. Նախիջևան) – miasto w południowym Azerbejdżanie, siedziba władz i największe miasto Nachiczewańskiej Republiki Autonomicznej. W 2015 roku zamieszkiwało je około 77 400 osób. 
W mieście urodził się były prezydent Azerbejdżanu Heydər Əliyev.
W mieście rozwinął się przemysł spożywczy, elektrotechniczny, skórzany, materiałów budowlanych oraz meblarski